# Ulrich Ochsenbein

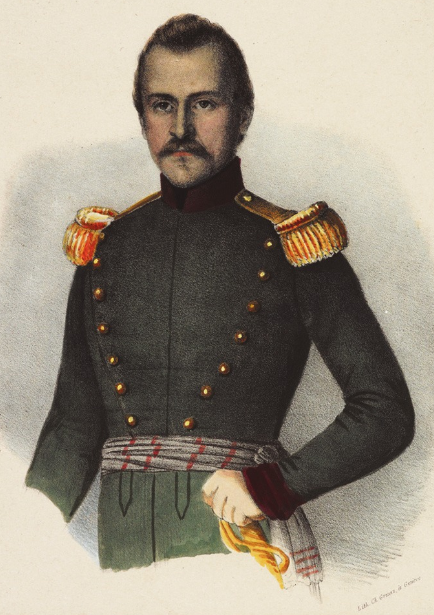
Ulrich Ochsenbein, der Tagsatzungspräsident in seiner Offiziersuniform (1847)

Johann Ulrich Ochsenbein (* vermutlich 11. November 1811, getauft 24. November 1811 in Schwarzenegg (Gemeinde Unterlangenegg); † 3. November 1890 in Port; heimatberechtigt in Fahrni) war ein Schweizer Politiker und Offizier. Er war 1845 Anführer des zweiten Freischarenzugs, danach Regierungsrat des Kantons Bern. 1848 wurde er zuerst in den Nationalrat und anschliessend in den Bundesrat gewählt. Ochsenbein zerstritt sich mit seinen Gesinnungsgenossen der radikal-liberalen Fraktion (der heutigen FDP) und wurde 1854 als erster Bundesrat nicht wiedergewählt. Danach war er zweimal General in französischen Diensten und versuchte auf Seiten der Konservativen vergeblich einen Wiedereinstieg in die Politik.

## Biografie

### Ausbildung und Beginn der politischen Karriere
Ulrich Ochsenbein war das zweite von zehn Kindern des Ehepaars Caspar und Magdalena Ochsenbein-Gasser. Der Vater führte den Gasthof «Bären» im Weiler Schwarzenegg mitsamt dem dazu gehörenden Gutshof, ausserdem war er als Pferdehändler tätig. Die Familie lebte in bescheidenem Wohlstand und übersiedelte 1818 ins Waadtland nach Marnand. Ulrich besuchte bis zu seinem 14. Lebensjahr französischsprachige Schulen in Granges-près-Marnand und Moudon. 1825 zog die Familie ins Berner Seeland nach Nidau. Dort holte Ochsenbein die deutschsprachige Bildung rasch nach, besuchte das Gymnasium in Biel und studierte daraufhin vier Jahre lang Recht an der Akademie in Bern. 1830 trat er der Zofingia bei.

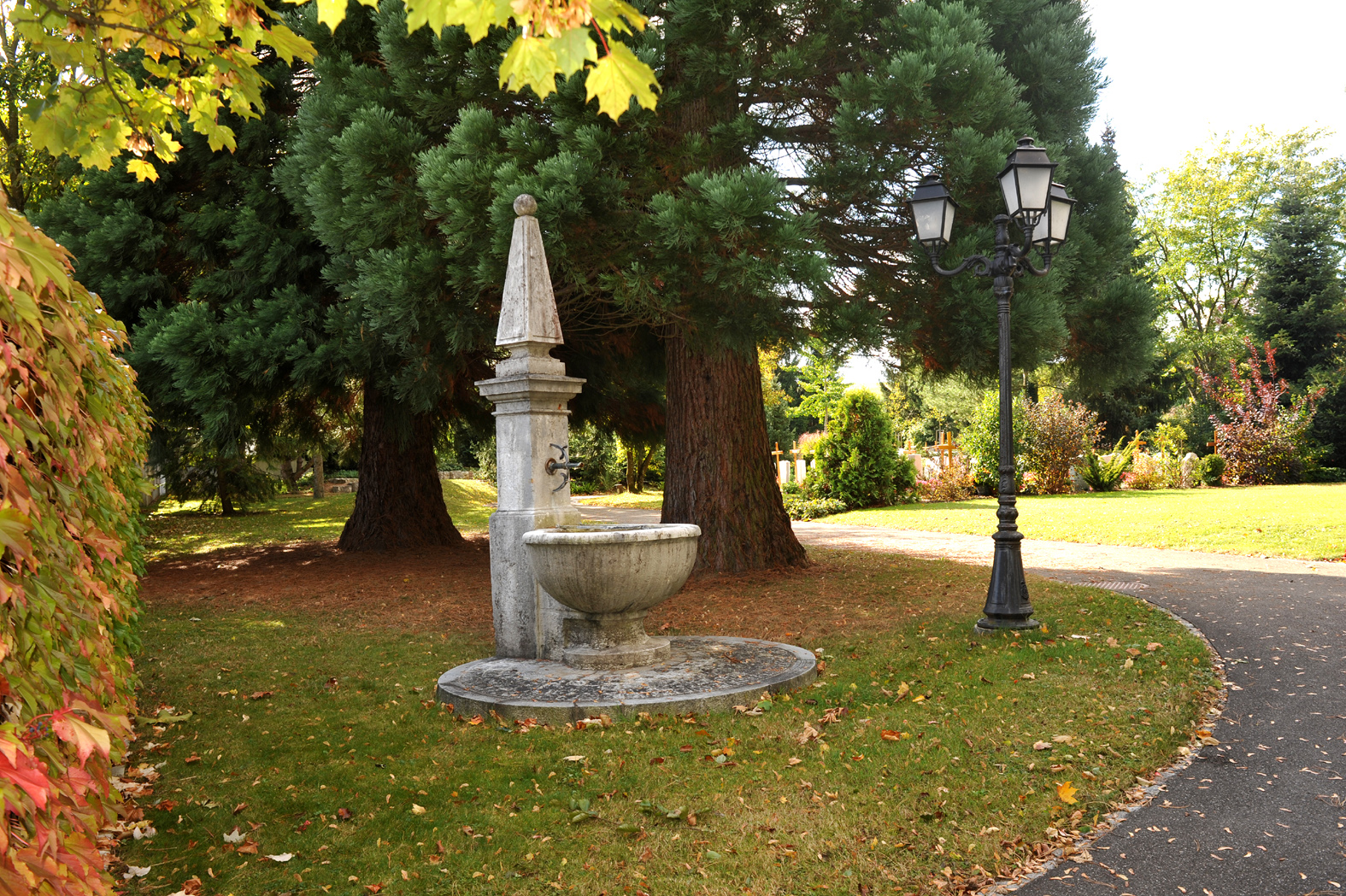
Brunnen des Landguts Bellevue auf dem Friedhof Nidau

Nachdem seine Mutter 1830 und sein Vater 1835 gestorben waren, erbte Ochsenbein einen grossen Schuldenberg. Mithilfe seiner Geschwister brachte er den Familienbetrieb innerhalb kurzer Zeit wieder in Ordnung. Ebenfalls 1835 heiratete er die Arzttochter Emilie Sury aus Kirchberg. Im selben Jahr eröffnete er zusammen mit seinem Schwager Eduard Sury eine Anwaltskanzlei in Nidau, die rasch florierte. Als Sekretär der Sektion Nidau des Schweizerischen Nationalvereins setzte sich Ochsenbein für einen liberalen Bundesstaat ein, als Lokalpolitiker für die Abschaffung der Bodenzinsen und der Zehnten. Nach dem Züriputsch von 1839 und Wahlerfolgen der Konservativen in den beiden folgenden Jahren, die er als ernsthafte Bedrohung des Liberalismus betrachtete, forcierte er seine militärische Karriere. Nachdem er die Generalstabsschule in Thun absolviert hatte, war er ab 1844 Hauptmann im Generalstab sowie Adjutant des späteren Generalstabschefs Friedrich Frey-Herosé.

### Freischarenzug und Sonderbundskrieg

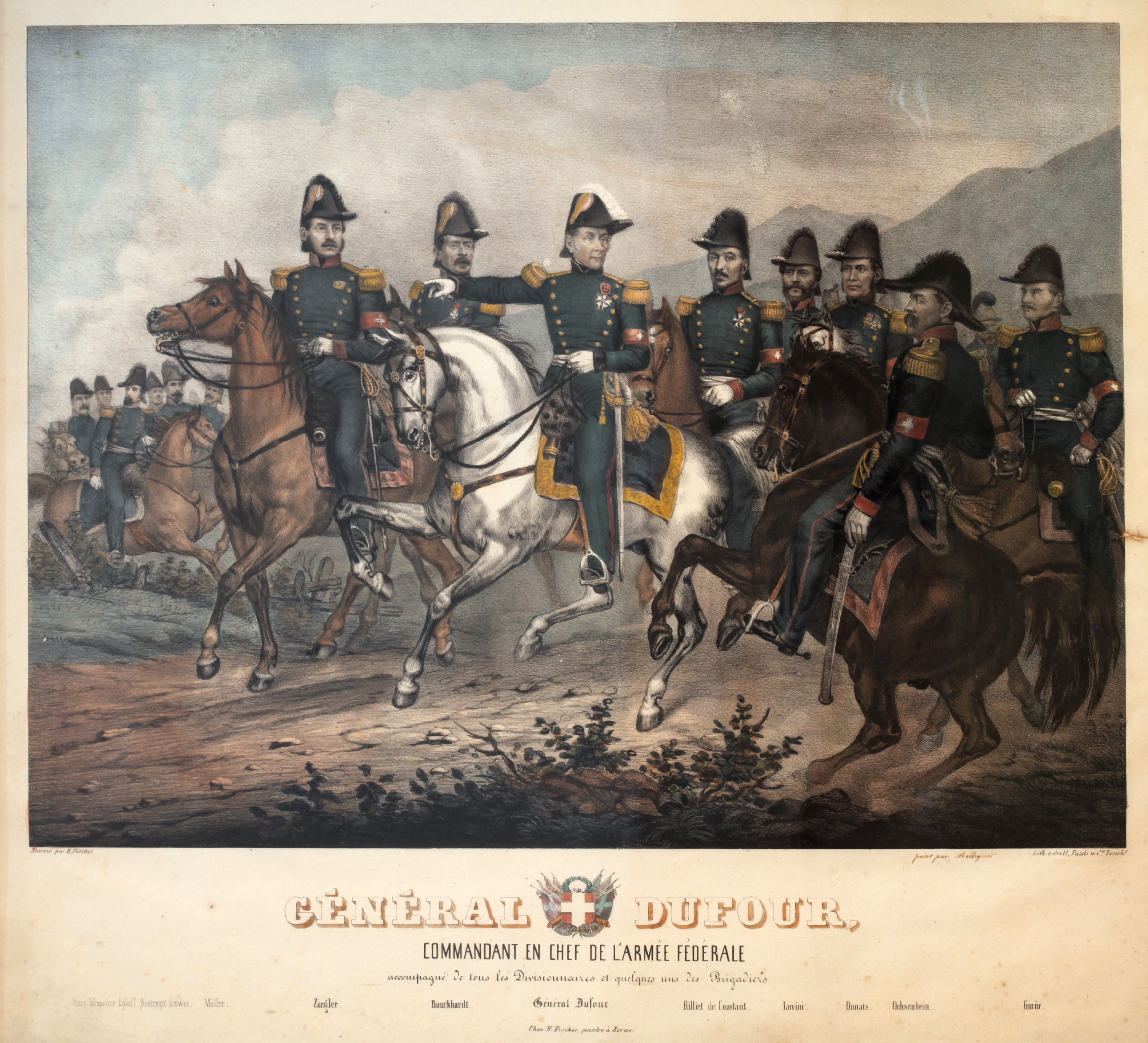
Ochsenbein (Zweiter von rechts) im Sonderbundskrieg

Die politischen Wirren zwischen Konservativen und Liberalen, die damals die Eidgenossenschaft beherrschten, zogen den jungen Mann in ihren Bann. Ochsenbein stieg rasch zu einem der führenden Köpfe der Berner Radikalen auf. Er war ein militanter Politiker und an vorderster Front an den erfolglosen Freischarenzügen von 1844 und 1845 beteiligt, die zum Ziel hatten, die konservative «Jesuitenregierung» des Kantons Luzern zu stürzen und durch eine liberale zu ersetzen. Den zweiten Freischarenzug im März 1845 führte er persönlich an. Das Unternehmen scheiterte kläglich (siehe Gefecht bei Malters), und Ochsenbein wurde aus dem Generalstab ausgeschlossen. Dennoch erlangte er in seiner Heimat beträchtliche Popularität und eine Art Volksheldenstatus.
Ab 1845 sass Ochsenbein im Grossen Rat, dem bernischen Kantonsparlament. Nach der Absetzung der bisherigen gemässigt liberalen Regierung, welche den zweiten Freischarenzug stillschweigend toleriert hatte, arbeitete er zusammen mit Jakob Stämpfli die neue Kantonsverfassung aus. Nach ihrem Inkrafttreten wurde Ochsenbein 1846 in den Regierungsrat gewählt. Er vertrat seinen Kanton an den Versammlungen der Tagsatzung und präsidierte diese von Dezember 1847 bis Mai 1848. Bei der Wahl des Oberbefehlshabers des Tagsatzungsheeres unterstützte er seinen Freund Frey-Herosé, der jedoch dem eher konservativ eingestellten Genfer Guillaume Henri Dufour unterlag. Stattdessen befehligte Ochsenbein während des Sonderbundskriegs als Oberst die 5600 Mann zählende Berner Reservedivision. Diese hatte zunächst die Aufgabe, gegen Freiburg einen Scheinangriff durchzuführen. Danach brach sie Ende November 1847 bei Schüpfheim den Widerstand der Luzerner Truppen.

### Präsident der Verfassungskommission

Ochsenbein präsidiert die Tagsatzung 1847

Im Anschluss an die Niederschlagung des Sonderbund-Aufstands war Ochsenbein als Präsident der Verfassungskommission massgeblich an der Ausarbeitung der Bundesverfassung beteiligt. Die Kommission schaffte es nach 31 Sitzungen in 51 Tagen, die Schweiz in die für längere Zeit einzige stabile Demokratie in Kontinentaleuropa zu verwandeln.
Ochsenbein setzte sich insbesondere für folgende Neuerungen ein: Der Bund soll für politische Verträge mit dem Ausland und für den amtlichen Verkehr mit auswärtigen Staaten exklusiv zuständig sein, um ein geschlossenes aussenpolitisches Auftreten der Schweiz zu ermöglichen. Es sollte eine eidgenössischen Hochschule gegründet werden, deren Aufgabe er auf wissenschaftlicher und auf staatspolitischer Ebene sah. Kantonsverfassungen sollen verbindlich auf Rechtsgleichheit, individuelle Freiheitsrechte, republikanische Staatsform mit repräsentativer oder direkter Demokratie, obligatorisches Verfassungsreferendum und Verfassungsinitiative beim Volk verpflichtet werden. Das Zweikammersystem mit National- und Ständerat nach dem Vorbild der Vereinigten Staaten sollte einen Ausgleich schaffen zwischen den Anhängern eines möglichst lockeren Bundes mit weitgehender Wahrung der Kantonssouveränität und den Befürwortern eines zentralistischen Einheitsstaates.
Im Kanton Bern verteidigte Ochsenbein den Verfassungsvorschlag erfolgreich gegen das ablehnende Votum seines ehemaligen Kampfgefährten Stämpfli, der die neue Verfassung für zu wenig zentralistisch hielt und militärische Interventionen zugunsten der europäischen Revolutionen forderte – beides Anliegen, die Ochsenbein ablehnte. Der 1848 errichtete Bundesstaat bewährte sich, gemäss dem Historiker Johannes Dierauer, weil er «nicht, wie einst die helvetische Einheitsrepublik, nach einer ungeschichtlichen Doktrin von fremder Seite aufgezwungen, sondern in weisem Anschluss an einheimische historische Überlieferung entworfen und als natürliches Ziel einer stetig aufschwellenden inneren Bewegung ins Leben gerufen» wurde.

### Bundesrat

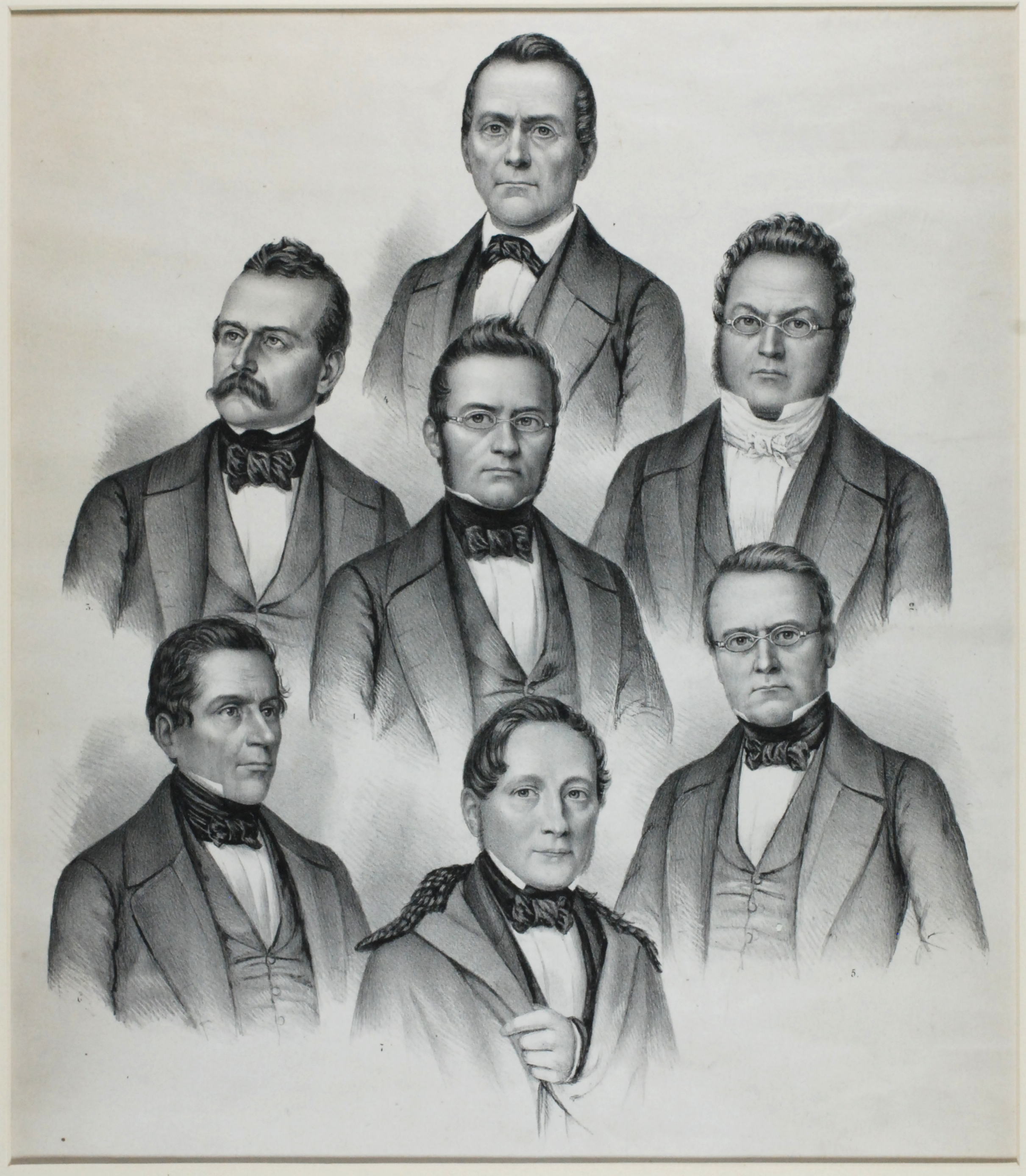
Die ersten sieben Bundesräte, Ochsenbein mit Schnurrbart

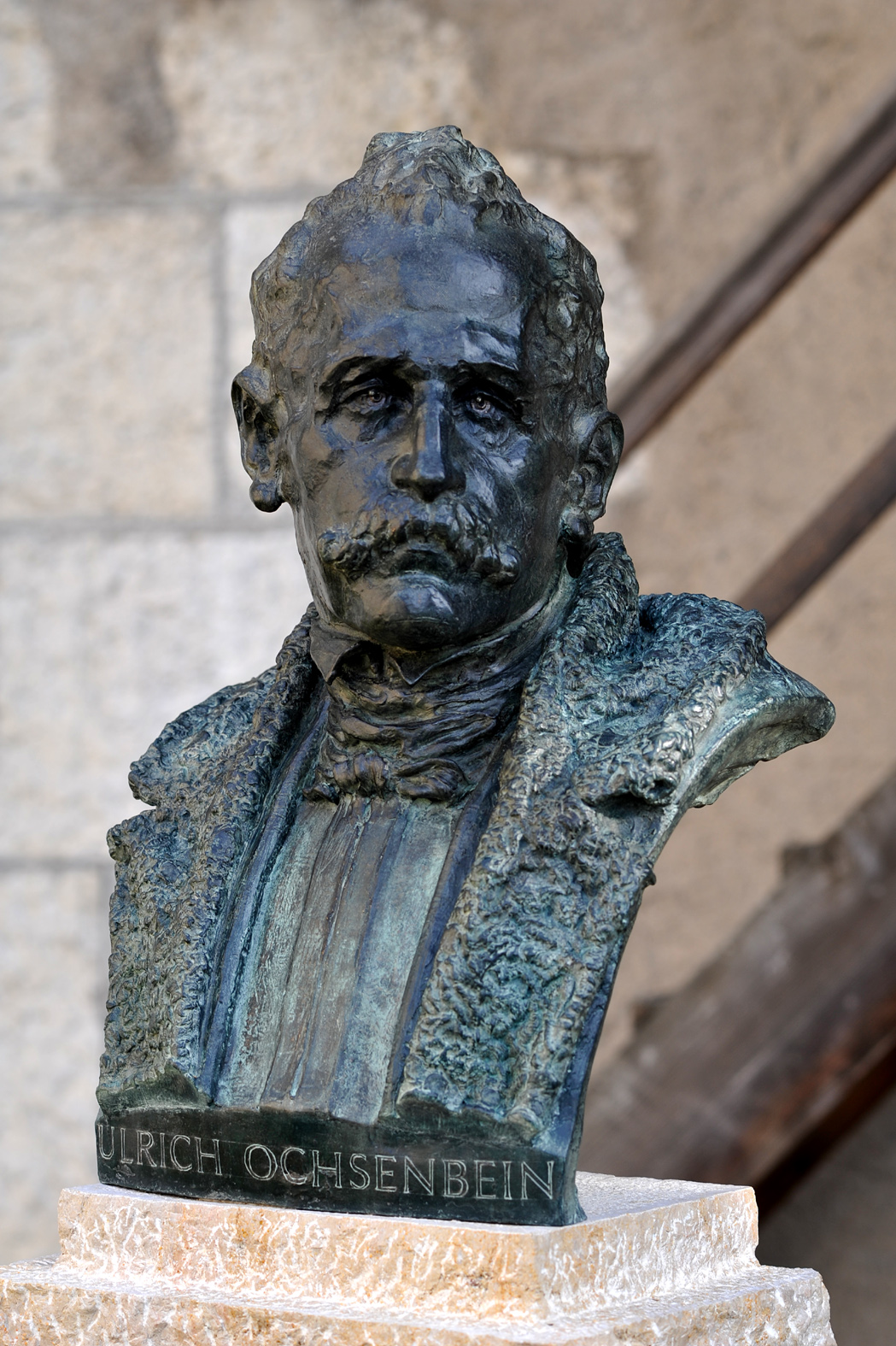
Ulrich Ochsenbein, Büste beim Schloss Nidau

Ochsenbein nahm im Oktober 1848 in vier Wahlkreisen an den ersten Parlamentswahlen teil. Während er im Wahlkreis Oberland unterlag, war er in den Wahlkreisen Mittelland, Emmental und Seeland erfolgreich. Daraufhin entschied er sich, im Nationalrat den Wahlkreis Mittelland zu vertreten. Am 6. November 1848 wurde er zum ersten Nationalratspräsidenten gewählt. Zehn Tage später folgte die Wahl in den Bundesrat. Trotz dem Widerstand der Ultraradikalen um Stämpfli erhielt Ochsenbein im ersten Wahlgang 92 der 132 abgegebenen Stimmen und erzielte somit das beste Ergebnis aller sieben neu gewählten Bundesräte (bei seiner Wahl entfielen 13 Stimmen auf Charles Neuhaus, 12 auf Henri Druey und 15 auf weitere Personen). Aufgrund seiner militärischen Erfahrung war es naheliegend, dass er das Militärdepartement übernahm.
Bereits in seinen ersten Amtstagen liess Ochsenbein gesetzliche Grundlagen zur Schaffung der Schweizer Armee ausarbeiten, Anfang Januar 1849 stellte er zu diesem Zweck eine Expertenkommission zusammen. Das im Mai 1850 vorgelegte Bundesgesetz über die Militärorganisation, das die Wehrpflicht, Ausbildung und Einteilung der Armee regelte, war weitgehend unbestritten und wurde in der parlamentarischen Beratung nur geringfügig geändert. Es sah die Aufstockung des Heers um ein Drittel auf 105'000 Mann vor und führte Rekrutenschulen, Wiederholungskurse und Inspektionen ein. Nachfolgende Gesetze regelten die Fürsorge verunglückter Soldaten, das Militärstrafrecht sowie Bekleidung und Bewaffnung.
Auch als Bundesrat versuchte Ochsenbein Einfluss auf die bernische Kantonspolitik zu nehmen. Nachdem es ihm gelungen war, liberale und gemässigt radikale Kräfte von der Bundesverfassung zu überzeugen, wollte er diese Strömungen bei der Grossratswahl im Mai 1850 zu den «Weissen» vereinen (als Gegensatz zu den konservativen «Schwarzen»). Die «Weissen» traten jedoch nicht geeint auf, zumal der Gegensatz zwischen Ochsenbein und Stämpfli immer grösser wurde. So kam es, dass die besser organisierten Konservativen für vier Jahre die Mehrheit im Kanton Bern übernahmen. Aufgrund dessen galt Ochsenbein bei den Radikalen, der einflussreichsten Strömung im eidgenössischen Parlament, bald als unzuverlässig. Da amtierende Bundesräte sich damals im Sinne einer Komplimentswahl dem Urteil des Volkes stellen mussten, trat er zu den Nationalratswahlen 1851 an, jedoch nicht mehr auf Seiten der Radikalen, sondern als Vertreter der gemässigten Liberalen. Gleichwohl gelang es Ochsenbein, sich durchzusetzen. Bei den anschliessenden Bundesrats-Erneuerungswahlen wurde er erst bei der Wahl um den siebten und letzten Sitz als Bundesrat bestätigt, mit 80 Stimmen im zweiten Wahlgang. Die Vereinigte Bundesversammlung wählte ihn anschliessend zum Vizepräsidenten des Bundesrates.
Da bei den Berner Grossratswahlen im Mai 1854 weder Radikale noch Konservative eine Mehrheit erreichten, bildeten sie eine als «Fusion» bezeichnete Koalition. Ochsenbein hatte damit zwar erreicht, was er wollte, war aber politisch angeschlagen, sodass die Radikalen ihn fallen liessen. Um eine erneute Komplimentswahl zu sichern, kandidierte er bei den Nationalratswahlen 1854 im Wahlkreis Seeland als Vertreter der Konservativen. Obwohl er deutlich unterlag, weigerte er sich, als Bundesrat zurückzutreten. Bei den Bundesratswahlen am 6. Dezember 1854, bei der Ochsenbein nicht anwesend war, kam die Bundesversammlung zum Schluss, dass ein Berner Bundesrat nicht gegen den Willen des Berner Volkes wiedergewählt werden könne. Ochsenbein war somit der erste nicht wiedergewählte Bundesrat, die Nachfolge trat sein Rivale Stämpfli an.

### Weiterer Lebensweg

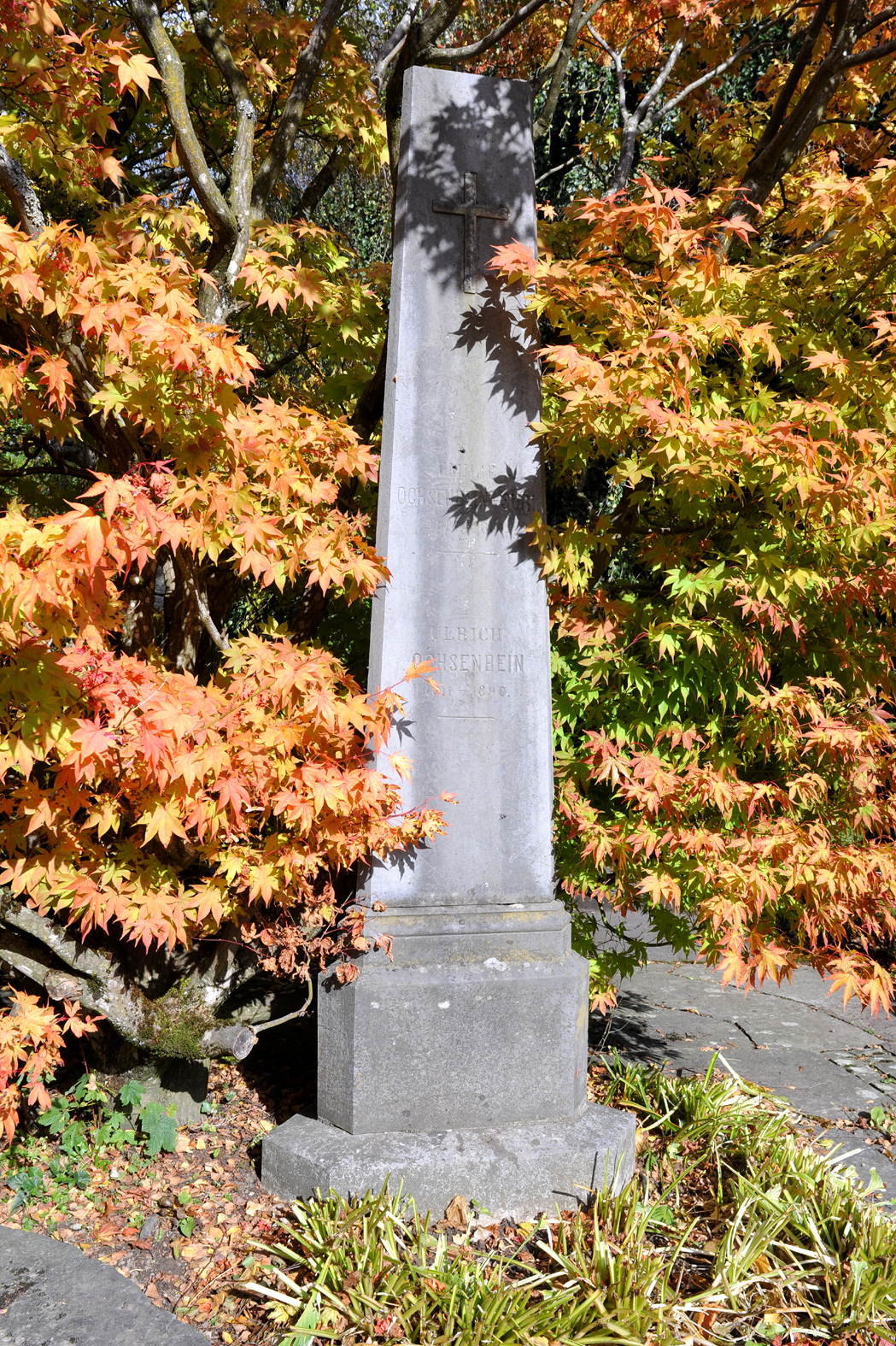
Ochsenbeins Grab

Ab Januar 1855 stand Ochsenbein ohne Einkommen da und dachte zunächst daran, in die Vereinigten Staaten auszuwandern. Schliesslich nahm er das Angebot von Kaiser Napoleon III. an und schloss sich dem französischen Heer an. Dienst in fremden Armeen war bis 1859 zwar nicht verboten, doch beschädigte er damit seinen Ruf, da er als Tagsatzungsgesandter und Bundesrat Solddienste für ausländische Mächte stets bekämpft hatte. Er wurde durch kaiserliches Dekret zum Général de brigade befördert und erhielt das Kommando über eine Schweizer Legion im Krimkrieg. Diese kam nicht zum Einsatz, sodass er bereits im April 1856 wieder freigestellt wurde.
Ochsenbein kehrte nach Nidau zurück und erwarb das etwas ausserhalb, in der Gemeinde Port gelegene Landgut Bellevue. Neben seiner Tätigkeit als Gutsbesitzer war er auch Autor von Sachbüchern und aktives Mitglied der Ökonomischen Gesellschaft, für die er verschiedene Schriften zur Landwirtschaft verfasste. In der 1864 erschienenen Broschüre «Die Versumpfung des Gebiets der Juragewässer» kritisierte er die Juragewässerkorrektion im Seeland aus der damals unzeitgemässen Perspektive des ökologischen Gleichgewichts. Insbesondere warnte er vor Überschwemmungen (die später tatsächlich eintrafen) und dem Absinken des Torfbodens.
Von Januar bis März 1871, während des Deutsch-Französischen Krieges, leistete Ochsenbein erneut Dienst für die französische Armee, diesmal jedoch nicht für den Kaiser, sondern für die provisorische Dritte Republik. Diese ernannte ihn zum Général de division und vertraute ihm das 30'000 Mann starke 24. Armeekorps an, das in Bourg-en-Bresse und Lons-le-Saunier stationiert war. Am 5. Mai 1871 wurde er zum Ritter der Ehrenlegion ernannt. Ab 1878 trat Ochsenbein in der Schweiz politisch wieder in Erscheinung. Er schloss sich der konservativen Bernischen Volkspartei unter Ulrich Dürrenmatt an, die einen christlich-konservativen Kurs verfolgte. Trotz mehreren Kandidaturen gelang es ihm aber nicht, in ein Amt gewählt zu werden. Am 13. November 1883 tötete er versehentlich seine Ehefrau, als sich ein Schuss aus seiner Jagdwaffe löste. 1890 starb er kurz vor seinem 79. Geburtstag auf seinem Landgut.

### Erinnerungen an Ochsenbein

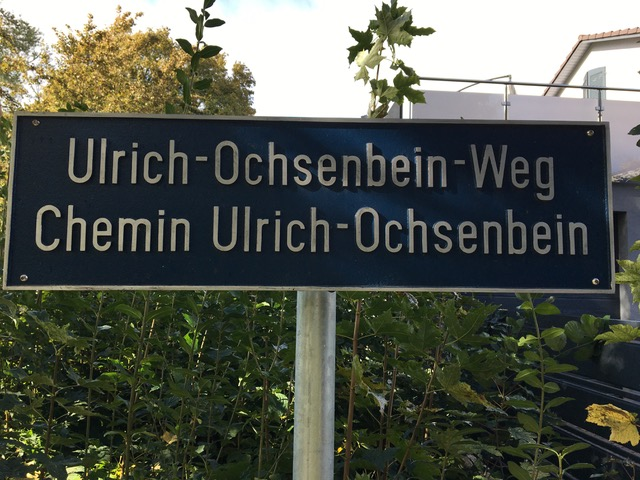
Ulrich-Ochsenbein-Weg in Biel/Bienne

In Biel/Bienne erinnert der «Ulrich-Ochsenbein-Weg / Chemin Ulrich-Ochsenbein» an ihn.
Die 2009 von Rolf Holenstein veröffentlichte Biografie Ochsenbein – Erfinder der modernen Schweiz rief Ochsenbein wieder in Erinnerung.
In Nidau findet sich das Grab von Ochsenbein, seit 1998 erinnert eine Linde an ihn. Zu seinem 200. Geburtstag wurden 2011 eine Büste im Schlosshof und eine Gedenktafel an einem ehemaligen Wohnhaus, an der Hauptstrasse 30, enthüllt.
In Unterlangenegg wurde das denkmalgeschützte Geburtshaus von Ulrich Ochsenbein renoviert und 2021 ein Denkmal in Form eines Meilensteins eingeweiht. Im Stein sind ein Pfeil, das Wort «Bundeshaus» und «26,6 km» eingemeisselt, sowie «Ulrich Ochsenbein, 1811 – 1890». Der Pfeil gibt die Richtung zum Bundeshaus an, die Distanz entspricht der Luftlinien-Entfernung.